# 鹿西乡
鹿西乡是中华人民共和国浙江省温州市洞头区下辖的一个乡。位于洞头区东北部鹿西岛上，以岛建乡，乡以岛为名。东、南临东海，西隔黄大峡水道与大门岛的观音礁相对，北与台州市玉环县隔海相望，全岛东西长6.7千米，南北宽1.3千米，岸线长32.75千米，海域面积102平方千米，陆地面积为10.06平方千米。

## 行政区划
鹿西乡下辖以下村级行政区划单位：
鹿西村、口筐村、山坪村、东臼村、扎不断村和昌鱼礁村。